# Парковий комплекс Ледниці-Вальтиці
48°48′5.7″ пн. ш. 16°48′20.9″ сх. д. / 48.801583° пн. ш. 16.805806° сх. д.
Парковий комплекс Ледниці-Вальтиці або Культурний ландшафт Ледниці-Вальтиці (чеськ. Lednicko-valtický areál) — природно-культурний комплекс, площею 283,09 км², розташований у Південноморавському краї Чехії поруч з містами Бржецлав та Мікулов. Входить до списку об'єктів Світової спадщини ЮНЕСКО.

## Історія
Територія, на якій розташований комплекс, була заселена ще з епохи палеоліту й відігравала важливу роль в історичних подіях як до, так і після епохи Середньовіччя. Під час неоліту і бронзової доби тут проходив важливий Бурштиновий шлях від Балтійського до Середземного моря. На цих теренах проходив кордон Римської імперії, тому є кілька фортів у безпосередній близькості до паркового комплексу. У VIII-му столітті з'явились перші слов'янські племена, утворивши Велику Моравію, яка згодом стала частиною Богемії.
Сім'я Ліхтенштейн спочатку оселилась у Ледницях у середині 13 століття, а до кінця 14 століття вони придбали землі біля Вальтиць. Ці території повинні були стати ядром великого володіння сім'ї, коли Карл І фон Ліхтенштейн отримав титул герцога на початку 17 століття. Основним місцем його проживання були Вальтиці, Ледниці використовували як літню резиденцію. Обидві маєтності пізніше приєднали до території міста Бржецлава і сформували єдине ціле, що служило доказом впливовості та заможності родини Ліхтенштейнів.
Реалізація цього грандіозного проєкту почалася в 17 столітті з будівництва шляху з Вальтиць до інших частин маєтності. Спорудження комплексу тривало протягом усього 18-го століття і полягало в будівництві шляхів та парку в стилі Ренесанс із залученням художників та архітекторів. На початку 19-го століття з приходом до влади Яна Йозефа І для роботи над спорудженням паркового комплексу запрошують відомого англійського ландшафтного архітектора Брауна Ланселота (так званого «умілого Брауна» (Capability Brown)). Величезні проєкти озеленення реалізували під керівництвом керуючого маєтком Бернгарда Петрі, а саме: підвищення рівня Ледницького парку і риття нового каналу річки Диє. Численні романські елементи ввели в пейзаж завдяки роботі архітекторів Джозефа Гардсмута, Джозефа Корнгусела та Франца Енгеля. Менші парки в англійському стилі, так звані «Englische Anlagen», створили біля Млинського, Простреднього та Гловецького ставків.

## Опис
Парковий комплекс сконцентрований навколо двох палаців, розташованих у Ледницях та Вальтицях.

## Галерея

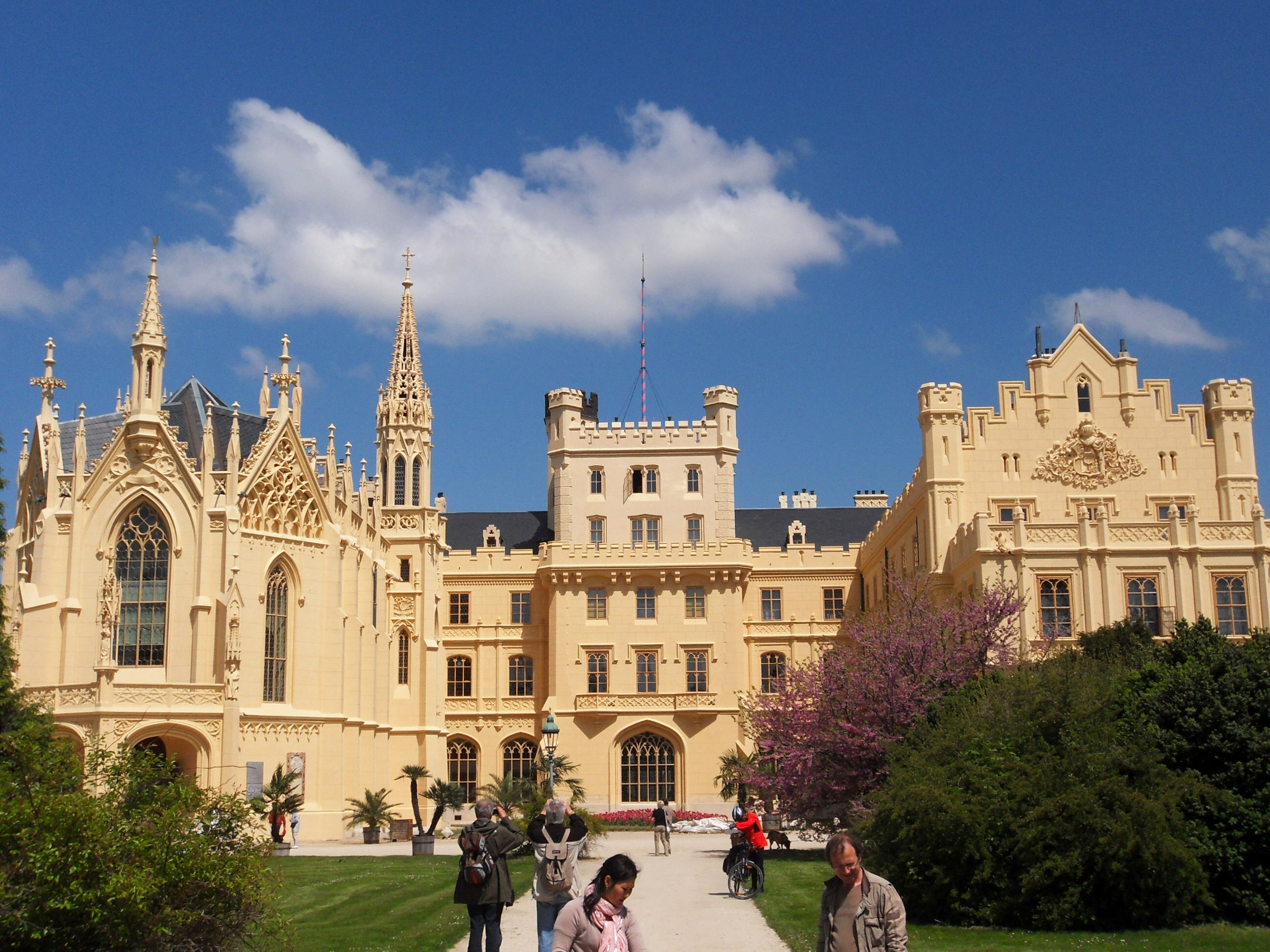
Палац у Ледницях
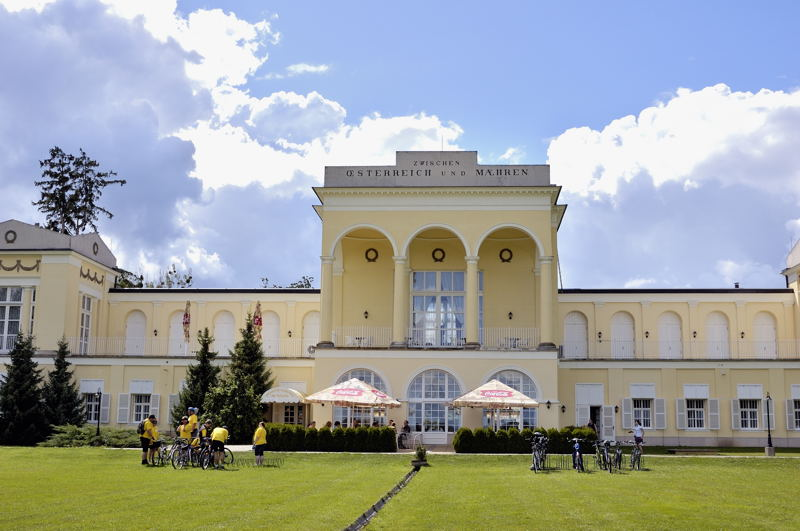
Прикордонний палац у Глоговці
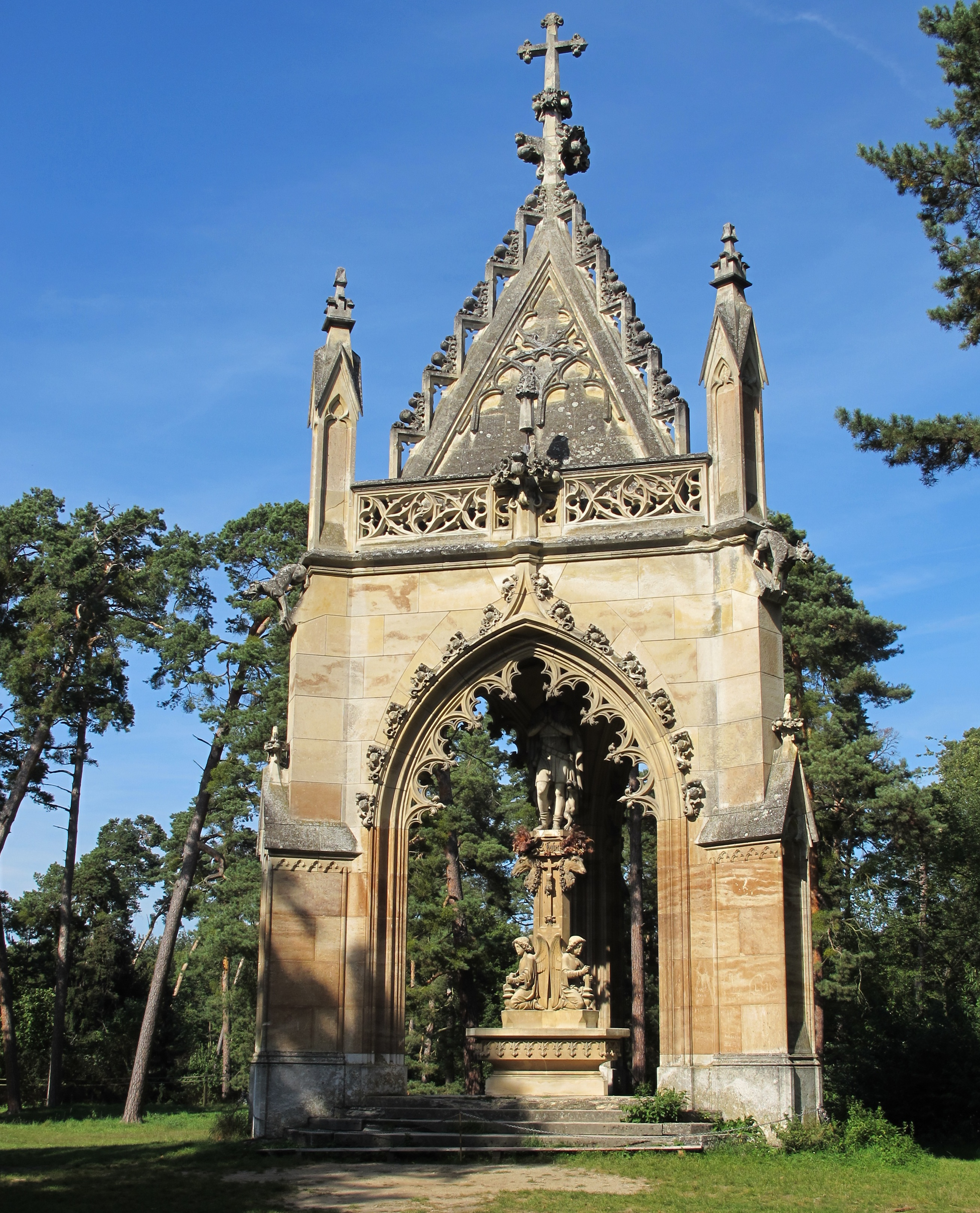
Каплиця святого Губерта
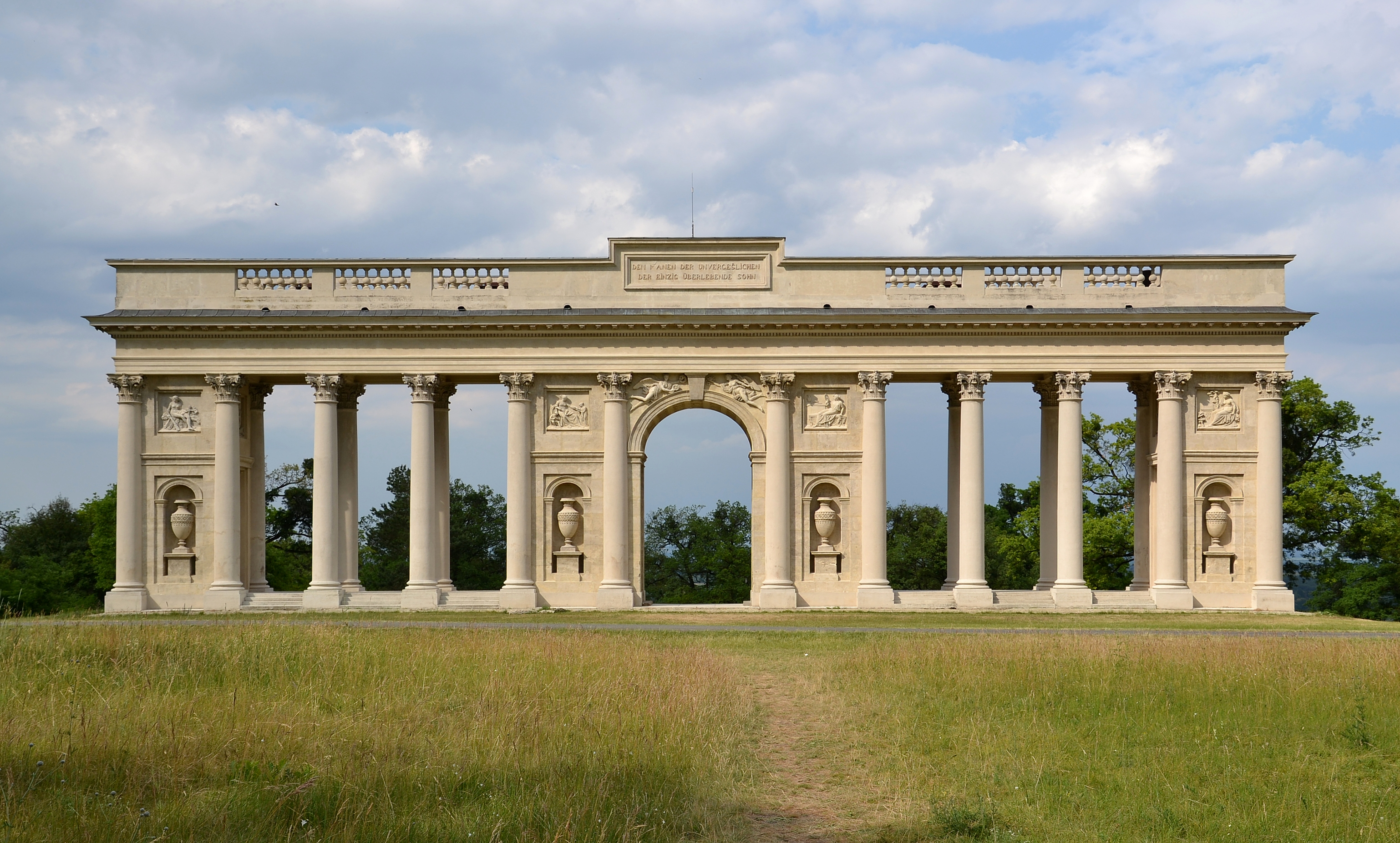
Колонада Рейстна